# سباق طواف فرنسا 1969
سباق طواف فرنسا 1969 من سلسلة سباقات سباق طواف فرنسا. أقيم هذا السباق في تاريخ 28 يونيو - 20 يوليو، 1969 على 22+Prologue, including three split stages مراحل. بعد مرور 116 ساعة و16 دقيقة و02 ثانية وبعد طي 4118 كم بمتوسط 35.418 كم في الساعة فاز بالميدالية الذهبية إيدي ميركس من بلجيكا، فيما حصد روجيه بنجون من فرنسا الميدالية الفضية، وكانت الميدالية البرونزية من نصيب رايموند بوليدور من فرنسا.

## الميداليات
| ذهب                 | فضة                 | برونز                   |
| إيدي ميركس - بلجيكا | روجيه بنجون - فرنسا | رايموند بوليدور - فرنسا |